# 高橋貞三郎
高橋 貞三郎（たかはし ていさぶろう、 1871年12月12日〈明治4年11月1日〉 - 1934年〈昭和9年〉2月26日）は、明治から昭和期の実業家。三井物産大阪支店長を務めたほか、富士製紙（現在の王子製紙）専務取締役、樺太鉄道取締役、東京金鋼、北海道電灯などの重役を歴任した。

## 人物・経歴
岡山県後月郡高屋町（現在の井原市）出身。
東京へ出て、築地の立教学校（現在の立教大学）で学ぶ。
24歳の時にアメリカに留学し、イェール大学を卒業した。イェールの記録では、1897年に立教に学び、1900年よりイェールの大学院で社会科学を専攻、1901年に修士号を取得した。
帰国後1902年に三井物産に入社し、1913年（大正2年）には同社大阪支店長に就任した。
1915年（大正4年）に、富士製紙（現在の王子製紙）に転じて専務取締役に就任した。
そのほか、東京金鋼、北海道電灯、樺太鉄道などの重役を歴任した。
昭和初期には、卒業生として、阪井徳太郎、吉田栄右、濱口梧洞（10代目濱口儀兵衛）らとともに、立教学院校友会の顧問を務めたほか、1928年（昭和3年）に設立された立教学院後援会でも監事役員を務めた。
1930年（昭和5年）には、イタリア王冠勲章（コンマンドール、クーロンヌ）を受章した。
故郷の岡山で、5万円を寄付して高屋町育英会を設立するなど資産家であった。

## 親族
- 父・高橋喜策 [7]
- 妻・こと（1882-） ‐ 松元与三郎の娘。兄の外山知三は三菱銀行取締役、その岳父の外山義達は日本橋のガラス商「知多屋」主人[8][9]。
- 一人娘の弘子は、婿養子として太田政弘（内務官僚）の息子の太田政知を迎えた。太田から高橋姓となった高橋政知は、オリエンタルランド社長として、東京ディズニーランドを誘致した[2]。